# Loukovit (obchtina)
Loukovit (bulgare : Луковит) est une obchtina de l'oblast de Lovetch en Bulgarie.